# Nyctimystes tyleri
Espèce
Synonymes
- Litoria michaeltyleri Frost, Grant, Faivovich, Bain, Haas, Haddad, de Sá, Channing, Wilkinson, Donnellan, Raxworthy, Campbell, Blotto, Moler, Drewes, Nussbaum, Lynch, Green & Wheeler, 2006

Statut de conservation UICN

 DD  : Données insuffisantes
Nyctimystes tyleri est une espèce d'amphibiens de la famille des Pelodryadidae.

## Répartition
Cette espèce est endémique de la province de Morobe en Papouasie-Nouvelle-Guinée. Elle se rencontre à environ 1 280 m d'altitude à Gapaia Creek, entre Garaina et Saureli,.

## Description
Le mâle holotype mesure 77,6 mm.

## Étymologie
Cette espèce est nommée en l'honneur de Michael James Tyler.

## Publications originales
- Frost, Grant, Faivovich, Bain, Haas, Haddad, de Sá, Channing, Wilkinson, Donnellan, Raxworthy, Campbell, Blotto, Moler, Drewes, Nussbaum, Lynch, Green & Wheeler, 2006 : The amphibian tree of life. Bulletin of the American Museum of Natural History, no 297, p. 1-371 (texte intégral).
- Zweifel, 1983 : Two new hylid frogs from Papua New Guinea and a discussion of the Nyctimystes papua species group. American Museum novitates, no 2759, p. 1-21 (texte intégral).